# Bayer 04 Leverkusen
Bayer 04 Leverkusen är en tysk professionell fotbollsklubb från Leverkusen, Tyskland, som spelar i Bundesliga. Leverkusen grundades 1904 och sedan 1999 är klubben bolagiserad som Bayer 04 Leverkusen Fußball GmbH, som ingår i läkemedels- och kemikoncernen Bayer AG. Tidigare var klubben en del av TSV Bayer 04 Leverkusen. Bayer Leverkusen har spelat i Bundesliga sedan 1979 och vann Uefacupen 1988. Leverkusen har kommit på en andraplats ett flertal gånger; bland annat 2002 då klubben nådde Champions League-final, den tyska cupfinalen och blev tysk ligatvåa.
Bayer Leverkusen vann sin första Bundesliga-titel säsongen 2023/2024.

## Historia
1904 grundades klubben som en arbetsförening, Turn- und Spielverein 1904 der Farbenfabrik vormals Friedrich Bayer Co. Leverkusen, på kemikoncernen Bayer AG i Leverkusen och följaktligen har sitt namn efter företaget. Bayer AG har fortfarande stort inflytande i klubben. Företaget har till exempel bekostat arenabyggen åt klubben genom åren och de har även varit tröjsponsorer med märket Aspirin). Kopplingen mellan klubben och kemikoncernen visas tydligast genom klubbmärket med Bayerkorset. 1907 grundades en fotbollssektion. 1928 följde en splittring av föreningen i TuS 04 och Sportvereinigung Bayer 04 Leverkusen. Först 1984 återförenades föreningarna till TSV Bayer 04 Leverkusen. 
Under 1920- och 1930-talen spelades fotbollen i tredje- och fjärdeligan innan klubben 1936 kvalificerade sig för andraligan, 2. Liga West. 1936 användes för första gången Bayerkorset på matchtröjorna. 1951 spelade klubben för första gången i högstadivisionen, Oberliga West. I samband med bildandet av Bundesliga 1963 hamnade klubben i andradivisionen Regionalliga West. Fram till 1975 tillhörde klubben amatörligan (1. Amateurliga Mittelrhein) och gjorde 1979 debut i Bundesliga, och har än så länge stannat kvar sedan dess. Förutom proffslaget i fotboll har moderföreningen en stor bredd inom olika sporter.
Under de första säsongerna i Bundesliga kämpade laget för att hålla sig kvar. 1982 kvalade laget mot Kickers Offenbach, och Bayer 04 Leverkusen kunde sedermera etablera sig i Bundesliga sedan Erich Ribbeck blivit tränare 1985. 1986 hamnade laget på en sjätteplats, och 1988 följde föreningens största framgång hittills genom att vinna UEFA-cupen. Under början av 1990-talet värvades östtyska spelare som Ulf Kirsten och Andreas Thom. Managern Reiner Calmund etablerade också kontakter i Brasilien vilket gjorde att laget kom att ha många brasilianska stjärnor.
Bayer Leverkusen har under de senaste åren klivit fram som en av de stora klubbarna i Bundesliga. Leverkusen har kommit tvåa i Bundesliga, förlorade tyska cupen 2002 och samma år också Uefa Champions League-finalen (som vanns av Real Madrid). Däremot vann klubben Uefacupen 1988 och tyska cupen 1993. 
Leverkusen har haft tyska landslagsspelare som Jens Nowotny, Carsten Ramelow och Bernd Schneider i laget men klubben har också blivit känd för brasilianska spelare som Emerson, Paolo Sergio och Zé Roberto.
Klubben har den senaste tiden inte haft samma framgångar som i början av 2000-talet men kom 2011 på en andraplats i Bundesliga. I Uefa Champions League 2011/2012 tog sig laget till åttondelsfinal mot FC Barcelona, men förlorade med sammanlagt 2-10.

## Spelare

### Truppen
| 1  | Finland  | Lukáš Hrádecký | 24 november 1989 | Eintracht Frankfurt (-18) |
| 17 | Tjeckien | Matěj Kovář    | 17 maj 2000      | Manchester United (-23)   |
| 36 | Tyskland | Niklas Lomb    | 28 juli 1993     | Bayer 04 Leverkusen       |

| 2  | Kroatien        | Josip Stanišić      | 2 april 2000      | Bayern München (-23)       |
| 3  | Ecuador         | Piero Hincapié      | 9 januari 2002    | Talleres (-21)             |
| 4  | Tyskland        | Jonathan Tah        | 11 februari 1996  | Hamburg (-15)              |
| 6  | Elfenbenskusten | Odilon Kossounou    | 4 januari 2001    | Club Brugge (-21)          |
| 12 | Burkina Faso    | Edmond Tapsoba      | 2 februari 1999   | Vitória de Guimarães (-20) |
| 13 | Brasilien       | Arthur              | 17 mars 2003      | América Mineiro (-23)      |
| 20 | Spanien         | Álex Grimaldo       | 20 september 1995 | Benfica (-23)              |
| 24 | Nederländerna   | Timothy Fosu-Mensah | 2 januari 1998    | Manchester United (-21)    |
| 30 | Nederländerna   | Jeremie Frimpong    | 10 december 2000  | Celtic (-21)               |
| 31 | Belgien         | Madi Monamay        | 6 april 2006      | Genk (-22)                 |

| 7  | Tyskland  | Jonas Hofmann     | 14 juli 1992      | Borussia Mönchengladbach (-23) |
| 8  | Tyskland  | Robert Andrich    | 22 september 1994 | Union Berlin (-21)             |
| 10 | Tyskland  | Florian Wirtz     | 3 maj 2003        | Köln (-20)                     |
| 11 | Tyskland  | Nadiem Amiri      | 27 oktober 1996   | Hoffenheim (-19)               |
| 18 | Belgien   | Noah Mbamba       | 5 januari 2005    | Club Brugge (-23)              |
| 25 | Argentina | Exequiel Palacios | 5 oktober 1998    | River Plate (-20)              |
| 32 | Colombia  | Gustavo Puerta    | 23 juli 2003      | Bogotá (-23)                   |
| 34 | Schweiz   | Granit Xhaka      | 27 september 1992 | Arsenal (-23)                  |
| 47 | Tyskland  | Ayman Aourir      | 6 oktober 2004    | Viktoria Köln (-18)            |

| 14 | Tjeckien | Patrik Schick   | 24 januari 1996  | Roma (-20)        |
| 19 | England  | Nathan Tella    | 5 juli 1999      | Southampton (-23) |
| 21 | Marocko  | Amine Adli      | 10 maj 2000      | Toulouse (-21)    |
| 22 | Nigeria  | Victor Boniface | 23 december 2000 | Union SG (-23)    |
| 23 | Tjeckien | Adam Hložek     | 25 juli 2002     | Sparta Prag (-22) |

### Utlånade spelare
| Nr | Land      | Pos | Namn                                               |
| -- | --------- | --- | -------------------------------------------------- |
|    | Österrike | MV  | Patrick Pentz (i Brøndby till 30 juni 2024)        |
|    | Togo      | F   | Sadik Fofana (i Fortuna Sittard till 30 juni 2024) |

| Nr | Land    | Pos | Namn                                                  |
| -- | ------- | --- | ----------------------------------------------------- |
|    | Iran    | A   | Sardar Azmoun (i Roma till 30 juni 2024)              |
|    | Spanien | A   | Iker Bravo (i Real Madrid Castilla till 30 juni 2024) |

## Kända spelare
- Michael Ballack
- Dimitar Berbatov
- Bum-Kun Cha
- Emerson
- Ulf Kirsten
- Ioan Lupescu
- Lucio
- Arturo Vidal
- Oliver Neuville
- Jens Nowotny
- Carsten Ramelow
- Bernd Schneider
- Bernd Schuster
- Rudi Völler
- Rüdiger Vollborn
- Herbert Waas
- Christian Wörns
- Zé Roberto
- Jorginho
- Stefan Kiessling

## Svenskar i laget
- Stefan Schwarz (ungdomsproffs)
- Teddy Lučić (2003–2004)
- Fredrik Stenman (2006–2007)
- Isaac Kiese Thelin (2018)